# Aubrives
Aubrives és un municipi francès situat al departament de les Ardenes i a la regió del Gran Est. L'any 2007 tenia 912 habitants.

## Demografia

### Població
El 2007 la població de fet d'Aubrives era de 912 persones. Hi havia 370 famílies de les quals 79 eren unipersonals (50 homes vivint sols i 29 dones vivint soles), 129 parelles sense fills, 116 parelles amb fills i 46 famílies monoparentals amb fills.
La població ha evolucionat segons el següent gràfic:
Habitants censats

### Habitatges
El 2007 hi havia 413 habitatges, 372 eren l'habitatge principal de la família, 11 eren segones residències i 30 estaven desocupats. 386 eren cases i 25 eren apartaments. Dels 372 habitatges principals, 270 estaven ocupats pels seus propietaris, 96 estaven llogats i ocupats pels llogaters i 6 estaven cedits a títol gratuït; 2 tenien dues cambres, 24 en tenien tres, 118 en tenien quatre i 228 en tenien cinc o més. 277 habitatges disposaven pel capbaix d'una plaça de pàrquing. A 166 habitatges hi havia un automòbil i a 151 n'hi havia dos o més.

### Piràmide de població
La piràmide de població per edats i sexe el 2009 era:
| Homes | Edats   | Dones |
| ----- | ------- | ----- |
| 0     | 95 o +  | 0     |
| 4     | 90 a 94 | 4     |
| 0     | 85 a 89 | 0     |
| 0     | 80 a 84 | 8     |
| 12    | 75 a 79 | 32    |
| 28    | 70 a 74 | 16    |
| 16    | 65 a 69 | 28    |
| 20    | 60 a 64 | 24    |
| 12    | 55 a 59 | 16    |
| 32    | 50 a 54 | 40    |
| 36    | 45 a 49 | 28    |
| 40    | 40 a 44 | 20    |
| 40    | 35 a 39 | 40    |
| 56    | 30 a 34 | 60    |
| 40    | 25 a 29 | 40    |
| 20    | 20 a 24 | 28    |
| 36    | 15 a 19 | 32    |
| 36    | 10 a 14 | 44    |
| 36    | 5 a 9   | 24    |
| 16    | 0 a 4   | 28    |

## Economia
El 2007 la població en edat de treballar era de 577 persones, 417 eren actives i 160 eren inactives. De les 417 persones actives 352 estaven ocupades (213 homes i 139 dones) i 65 estaven aturades (28 homes i 37 dones). De les 160 persones inactives 49 estaven jubilades, 31 estaven estudiant i 80 estaven classificades com a «altres inactius».

### Ingressos
El 2009 a Aubrives hi havia 354 unitats fiscals que integraven 898,5 persones, la mediana anual d'ingressos fiscals per persona era de 16.175 €.

### Activitats econòmiques
Dels 25 establiments que hi havia el 2007, 2 eren d'empreses extractives, 4 d'empreses de fabricació d'altres productes industrials, 5 d'empreses de construcció, 2 d'empreses de comerç i reparació d'automòbils, 1 d'una empresa de transport, 3 d'empreses d'hostatgeria i restauració, 1 d'una empresa financera, 2 d'empreses de serveis, 1 d'una entitat de l'administració pública i 4 d'empreses classificades com a «altres activitats de serveis».
Dels 8 establiments de servei als particulars que hi havia el 2009, 1 era un guixaire pintor, 2 lampisteries, 2 electricistes, 2 perruqueries i 1 restaurant.
Dels 2 establiments comercials que hi havia el 2009, 1 era una botiga de més de 120 m² i 1 una botiga de menys de 120 m².

## Equipaments sanitaris i escolars
El 2009 hi havia 1 escola maternal i 1 escola elemental.

## Poblacions més properes
El següent diagrama mostra les poblacions més properes.